# Haabersti
Městská část Haabersti (estonsky Haabersti linnaosa) je jedna z osmi městských částí estonského hlavního města Tallinnu. Zahrnuje čtvrti Astangu, Haabersti, Kakumäe, Mustjõe, Mäeküla, Õismäe, Pikaliiva, Rocca al Mare, Tiskre, Veskimetsa, Vismeistri a Väike-Õismäe.

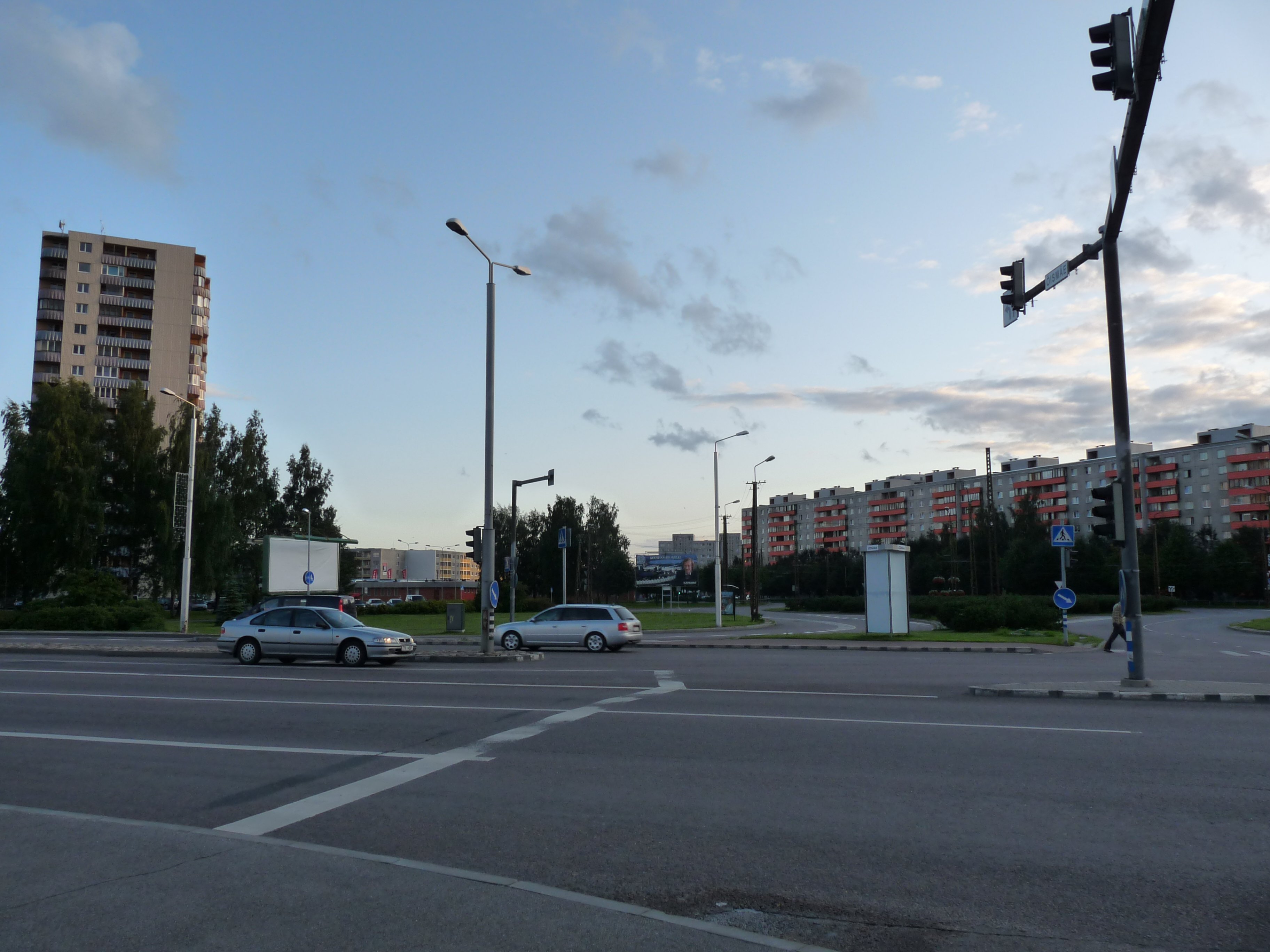
Ehitajate tee

## Další informace
Jedním z populárních míst v Haarbesti je Estonský národní skanzen.